# هرمان تشارلز كونيغ
هرمان تشارلز كونيغ (بالإنجليزية: Herman Charles Koenig)‏ (28 نوفمبر 1893، هوبوكين في الولايات المتحدة - 6 يوليو 1959)؛ كاتب وروائي أمريكي.